# Amare con rabbia
Amare con rabbia  (Reckless) è un film del 1984 diretto da James Foley.

## Trama
L'emarginato adolescente Johnny Rourke si innamora della cheerleader dell'alta borghesia Tracey Prescott. Un sorteggio casuale al ballo 'Tin Can-Can' del liceo accoppia i due. I mondi si scontrano e gli opposti si attraggono mentre i due si innamorano. Vivendo pericolosamente, il comportamento antisociale di Rourke si scontra con la privilegiata socialista Prescott. Speranze deluse, prospettive future incerte e l'onnipresente acciaieria americana che incombe sullo sfondo di questa città a un solo settore, Rourke fa i conti con la madre e il padre recentemente deceduto. Nel frattempo, Tracey è costretta a decidere tra il suo stabile fidanzato di lunga data Randy Daniels e Rourke.